# 宮本大輔 (野球)
宮本 大輔（みやもと だいすけ、1981年10月2日 - ）は、宮崎県日向市出身の元プロ野球選手（投手）、実業家。妻は漫才コンビ海原やすよ・ともこの海原やすよ。また、元男闘呼組の前田耕陽は相婿（≒義兄）である（やすよの姉、相方の海原ともこの夫）。

## 経歴

### アマチュア時代
長崎県南松浦郡新魚目町（現・新上五島町）で生まれ、小学校3年生から野球を始めた。6年生の時に愛知県から財光寺南小学校に転入し、スポーツ少年団では捕手を務めていた。財光寺中学で投手に転向し、監督の強い誘いを受けて延岡学園に進学。3年夏の県大会では2回戦で敗退したものの、最速143km/hの速球やキレのある変化球が評価され、1999年のドラフト会議で大阪近鉄バファローズから1位指名を受けた。三菱重工長崎から内定を得ていたが、契約金と年俸それぞれ7,000万円、720万円（いずれも推定）で入団契約を結んでいる。

### プロ野球選手時代
故障もあってルーキーイヤーは一軍での登板はなく、2001年に一軍初昇格を果たすも1試合の登板のみだった。腰痛克服のため、毎日1,000回の腹筋運動をこなしていたという。2002年はキャンプで投球フォームの改良に取り組み、スローカーブの習得にも挑戦している。初先発となった8月25日の対日本ハム戦では最速150km/hの速球などで8奪三振を記録し、初勝利を挙げた。同年は35試合に出場し、初セーブを挙げるなど中継ぎでも活躍し、380万円増の年俸1,100万円（推定）で契約を更改している。
2003年はシーズン序盤に4試合に登板したが、5月8日に右ひじの遊離軟骨除去手術を受け、その後はリハビリに専念した。2004年は9月27日のシーズン最終戦となった対オリックス戦で8回裏に登板し、そのまま試合に敗れたため近鉄球団で最後に登板した投手となった。球団統合にともなうオフの分配ドラフトでオリックスへ移籍している。2002年に番組ロケで知り合った海原やすよと、2005年12月に結婚した。
2006年2月に宮古島でのキャンプ中に左足に違和感を覚え、黄色靭帯骨化症と診断された。神経を圧迫して下半身に麻痺が残る可能性もある難病と知って食事を摂れないほど落ち込んだという。3月に大阪府内で手術を受け、背中を切開して骨化した3つの部位を削り取って人工プレートで一部を補強する半日がかりの手術となった。当初は痛みで寝返りも打てないため妻のやすよが泊まりこんで付き添い、3週間後に退院しても寝たきりの状態が続いた。6月頃には近所を散歩して、自宅マンションの6階まで歩いて上がれるようになり、青濤館に通ってリハビリを続けた。オフには育成選手として契約を結び、年俸は300万円減の440万円（推定）、背番号は47から114へ変更されている。
2007年春には練習試合で投げられるまで回復したが、腰のヘルニアを発症して2ヶ月ほど投げられない状態が続いた。しかし9月にはウエスタン・リーグで3試合に登板して球速も140km/hを超え、オフには再び支配下選手として契約を結んでいる。秋季キャンプでは他の選手と同じメニューをこなし、2008年は7月19日に4年ぶりで一軍に昇格した。7月21日には対ソフトバンク戦で復帰後初登板を果たし、先頭打者に本塁打を打たれるもその後は3者連続三振など2回を3奪三振1失点に抑えた。
2009年は一軍での登板がなく、10月2日に戦力外通告を受けた。11月に12球団合同トライアウトに参加したが国内球団からのオファーはなく、台湾球界や社会人野球から獲得の打診があったが引退を決意した。

### 現役引退後
引退後は、義父の海原かけるが経営するちゃんこ屋での修行を経て、2011年7月より大阪心斎橋にて「ダイニングミヤモト」の店長を務めている。

## 選手としての特徴
ダイナミックなフォームで長身から繰り出す最速150km/hのストレートは「ドーンとくる」球威があるとコーチの久保康生に評され、分かっていても打者が空振りするほどだった。フォークボールなど、ブレーキの効いた変化球を投げていた。

## 詳細情報

### 年度別投手成績
| 年 度     | 球 団      | 登 板 | 先 発 | 完 投 | 完 封 | 無 四 球 | 勝 利 | 敗 戦 | セ 丨 ブ | ホ 丨 ル ド | 勝 率 | 打 者 | 投 球 回 | 被 安 打 | 被 本 塁 打 | 与 四 球 | 敬 遠 | 与 死 球 | 奪 三 振 | 暴 投 | ボ 丨 ク | 失 点 | 自 責 点 | 防 御 率 | W H I P |
| --------- | ---------- | ----- | ----- | ----- | ----- | -------- | ----- | ----- | -------- | ----------- | ----- | ----- | -------- | -------- | ----------- | -------- | ----- | -------- | -------- | ----- | -------- | ----- | -------- | -------- | ------- |
| 2001      | 近鉄       | 1     | 0     | 0     | 0     | 0        | 0     | 0     | 0        | --          | ----  | 4     | 1.0      | 1        | 1           | 0        | 0     | 0        | 0        | 0     | 0        | 1     | 1        | 9.00     | 1.00    |
| 2002      | 近鉄       | 35    | 5     | 0     | 0     | 0        | 2     | 3     | 1        | --          | .400  | 291   | 64.1     | 64       | 8           | 34       | 4     | 1        | 62       | 3     | 0        | 34    | 28       | 3.92     | 1.52    |
| 2003      | 近鉄       | 4     | 0     | 0     | 0     | 0        | 0     | 0     | 0        | --          | ----  | 23    | 4.2      | 6        | 2           | 3        | 0     | 0        | 2        | 1     | 0        | 5     | 5        | 9.64     | 1.93    |
| 2004      | 近鉄       | 1     | 0     | 0     | 0     | 0        | 0     | 0     | 0        | --          | ----  | 3     | 1.0      | 0        | 0           | 0        | 0     | 0        | 0        | 0     | 0        | 0     | 0        | 0.00     | 0.00    |
| 2008      | オリックス | 2     | 0     | 0     | 0     | 0        | 0     | 0     | 0        | 0           | ----  | 14    | 3.0      | 2        | 1           | 2        | 0     | 0        | 3        | 0     | 0        | 1     | 1        | 3.00     | 1.33    |
| 通算：5年 | 通算：5年  | 43    | 5     | 0     | 0     | 0        | 2     | 3     | 1        | 0           | .400  | 335   | 74.0     | 73       | 12          | 39       | 4     | 1        | 67       | 4     | 0        | 41    | 35       | 4.26     | 1.51    |

### 記録
- 初登板：2001年10月5日、対オリックス・ブルーウェーブ28回戦（グリーンスタジアム神戸）、6回裏に3番手で救援登板、1回1失点
- 初奪三振：2002年4月1日、対西武ライオンズ1回戦（大阪ドーム）、8回表に赤田将吾から
- 初セーブ：2002年4月19日、対福岡ダイエーホークス4回戦（大阪ドーム）、9回表に6番手で救援登板・完了、1回1失点
- 初先発・初勝利：2002年8月25日、対 日本ハムファイターズ21回戦（大阪ドーム）、5回2失点

### 背番号
- 54 （2000年 - 2004年）
- 47 （2005年 - 2006年）
- 114 （2007年）
- 40 （2008年 - 2009年）